# Бёмер, Йоахим
Ханс-Йоахим Бёмер (нем. Hans-Joachim Böhmer; 1 октября 1940, Берлин — 28 декабря 1999, Берлин) — немецкий гребец, выступавший за сборную ГДР по академической гребле в 1960-х и 1970-х годах. Бронзовый призёр летних Олимпийских игр в Мюнхене, серебряный и бронзовый призёр чемпионатов мира, чемпион Европы, победитель и призёр многих регат национального значения.

## Биография
Йоахим Бёмер родился 1 октября 1940 года в Берлине. Заниматься академической греблей начал в 1953 году, проходил подготовку в столичном спортивном клубе «Динамо».
Первого серьёзного успеха на взрослом международном уровне добился в сезоне 1966 года, когда вошёл в основной состав восточногерманской национальной сборной и побывал на чемпионате мира в Бледе, откуда привёз награду бронзового достоинства, выигранную в зачёте распашных рулевых восьмёрок — уступил в финале экипажам из Западной Германии и Советского Союза.
В 1969 году в парных одиночках стал серебряным призёром на чемпионате Европы в Клагенфурте, пропустив вперёд аргентинца Альберто Демидди.
На мировом первенстве 1970 года в Сент-Катаринсе выиграл серебряную медаль в парных двойках, финишировал здесь позади команды из Дании. В следующем сезоне в той же дисциплине был лучшим на европейском первенстве в Копенгагене. За это выдающееся достижение по итогам сезона был награждён орденом «За заслуги перед Отечеством» в бронзе.
Благодаря череде удачных выступлений удостоился права защищать честь страны на летних Олимпийских играх 1972 года в Мюнхене — вместе с напарником Хансом-Ульрихом Шмидом занял третье место в зачёте парных двоек, пропустив вперёд только экипажи из СССР и Норвегии — тем самым завоевал бронзовую олимпийскую медаль.
После завершения спортивной карьеры изучал политологию, затем работал криминологом в полиции района Кёпеник. Был женат на двукратной чемпионке Европы по академической гребле Ирмгард Бренденаль.
Умер 28 декабря 1999 года в Берлине в возрасте 59 лет.